# Ismaël Bangoura
Ismaël Bangoura   (Conakry, 2 de gener de 1985) és un exfutbolista guineà de la dècada de 2010.
Fou internacional amb la selecció de futbol de Guinea.
Pel que fa a clubs, destacà a Le Mans FC, FC Dinamo de Kíev, Stade Rennais FC i FC Nantes.

## Referències

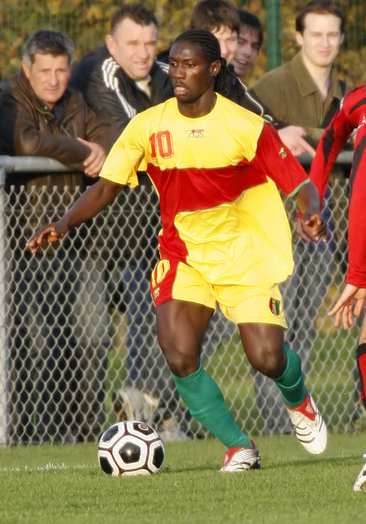
Ismaël Bangoura amb la selecció.